# 森谷克己
森谷克己（もりたに かつみ，1904年1月1日—1964年11月17日），日本京都大學教授，著名的漢學家，擅長於古代中國的社會及經濟發展研究。